# Allium esfahanicum
Allium esfahanicum — вид рослин з родини амарилісових (Amaryllidaceae); ендемік Ірану.

## Поширення
Ендемік Ірану.